# Ірина Іванівна Скоропадська
Іри́на Іванівна Скоропа́дська (1679—1744) — представниця козацького роду Скоропадських. Старша донька гетьмана Івана Скоропадського від першої дружини Пелагії Каленикович. Дружина бунчукового товариша Семена Юхимовича Лизогуба з 1703 року. Матір Семена Семеновича Лизогуба. Далека родичка Миколи Гоголя.